# Јошка Фишер
Јошка Фишер (рођ. Јозеф Мартин Фишер;  Гераброн, 12. април 1948) јесте бивши немачки политичар. Обављао је разне политичке функције у Немачкој а врхунац у каријери достиже у влади Герхарда Шредера (1998—2005) када обнаша дужности министра спољних послова и вицеканцелара.
Након завршетка политичке каријере почиње да се бави лобирањем те лобира за велике корпорације попут Сименса и Реве Групације.

## Детињство и младост
Фишер је рођен као треће дете месара у Гераброну у Немачкој покрајини Баден Виртемберг. Његова породица је генерацијама живела у Мађарској али су били приморани да након Совјетске инвазије пребегну у Немачку. Фишер је напустио средњу школу 1965. године и почео да се бави фотографисањем, од чега такође одустаје 1966. године. Узимајући у обзир да Фишер никада није добио диплому о завршетку школе он никада није уписивао факултет.

## Студентски покрети и отпор систему
Од 1967. године се Фишер активно ангажује у левичарским студентским организацијама и он се 1968. сели у Франкфурт. Истовремено, у својству посетиоца, обилази пренатрпана предавања Теодора В. Адорна, Јиргена Хабермаса и Оскара Негта на Гете Универзитету у Франкфурту. 1969 године он даје отворену подршку Палестинској ослободилачкој организацији и учествује на њиховој конференцији у Алжиру. Наредне, 1970. године он оснива Карл Маркс библиотеку у Франкфурту. Године 1971. почео је да ради за Опел у Руселсхајму са циљем да политизује раднике оснивањем уније радника. Међутим, овај облик "рада на терену" није донео очекивани успех, а Фишер је отпуштен без најаве након пола године због својих активности. Фишер након овога постаје таксиста у Франкфурту, тај посао је обављао до 1981. године.
До 1975. године, Фишер је био члан милитаристичке, лево оријентисане групе "Револуционарна борба". Учествовао је у уличним борбама са полицијом у којима је на десетине полицајаца повређено. На фотографији од 7. априла 1973. године приказани су Фишер и Ханс-Јоаким Клајн (члан Револуционарних ћелија), како заједно туку једног полицајца, ово је касније Фишер, као министар спољних послова признао.
Немачка је била узнемирена низом левих терористичких напада од стране Фракција Црвене армије (РАФ) и Револуционарних ћелија током немачке јесени 1977. Према Фишеровом исказу, сведочење овим догађајима, посебно отмици и убиству Ханса-Мартина Шлејера, су га натерали да се одрекне насиља као средство политичког отпора.

## Партија зелених
Од 1983. до 1985. године Фишер је био члан Бундестага испред Зелене партије. Током његовог мандата у савезном парламенту често је наступао агресивно и имао конфронтацијски стил дебатовања, који се огледа у инциденту 18. октобра 1984, када се обратио Рихарду Штихлену, тадашњем потпредседнику парламента, речима: "Ако могу тако рећи, Господине председниче, ви сте сероња "(немачки:" Mit Verlaub, Her President, Sie sind ein Arschlok. "). Године 1985. Фишер је постао министар за животну средину у покрајини Хесен у првој владиној црвено-зеленој коалицији између Социјалдемократске партије Немачке (СПД) и Зелених. Фишер је изазвао лавину примедби када се појавио на својој инаугурацији у патикама. Ове патике су сада део колекције ципела у Немачком музеју коже и обуће у Офенбаху, Хесен.
Фишер је поново био министар животне средине у Хесену од 1991. до 1994. године, а затим је постао копредседавајући парламентарне групе Зелених у Бундестагу. Фишер је био поштован због својих ораторских способности, као и због његове харизме на политичкој сцени. Уз Петру Кели он се сврстава у најважније политичаре које је дала Зелена партија

## Министар спољних послова
У септембру 1998. Социјалдемократска партија Немачке, коју је предводио Герхард Шредер, поразила је владу Хришћанско-демократске уније Хелмута Кохла. 41% СПД-а и 7% Зелених је било довољно за стварање коалиционе владе у којој Фишер постаје вицеканцелар и министар спољних послова.
Године 1999, Немачка је по први пут након Другог светског рата употребила своју војску ван Немачке и то током бомбардовања Југославије. Јошка Фишер је био снажан поборник ратне опције коју је јавно заступао, сматрао је да је ратна солуција најбржи начин да се смени Милошевић и самим тим реши криза. У мају 1999. године, један антиратни демонстрант је бацао врећу црвене боје (симбол крви) на Фишера током партијске конвенције која је расправљала о НАТО нападима на Југославију. Одлука о подржавању бомбардовања се показала јако контроверзна јер се Фишеров план не само сукобио са пацифистичком филозофијом Зелених већ и са тим што је први пут од Другог светског рата Немачка директно учествовала у једном отвореном сукобу.

## Занимљивости
Током свог боравка у Немачкој, Зоран Ђинђић је познавао Јошку Фишера који су се заједно кретали у левичарским круговима Франкфурта а окупљали су се у библиотеци "Карл Маркс". Јошка Фишер је након атентата на Зорана Ђинђића међу првима упутио телеграм саучешћа Ружици Ђинђић и он је лично предводио делегацију СР Немачке на сахрани премијера Ђинђића.